# نیشکر
نیشکر (نام علمی: Saccharum officinarum) نام یک گونه از سرده نیشکر، از تیره غلات و بومی مناطق معتدل گرم تا مناطق حاره است.
خاستگاه این گونه، گینه نو در غرب اقیانوس آرام و در شمال قاره اقیانوسیه می‌باشد. این گیاه چند ساله، در توده‌هایی تشکیل می‌شود که شامل ریزوم و تعدادی ساقه است. یک شبکه از ریزوم‌ها در زیر خاک تشکیل می‌شود که شاخه‌های ثانویه را در نزدیکی گیاه مادر بزرگ می‌کند. ساقه‌ها به رنگ‌های سبز، صورتی، یا بنفش هستند و می‌توانند تا ارتفاع بیش از ۵ متر رشد کنند.
ساقه‌ها در پایه متصل هستند و از گره‌ها و میان گره‌ها تشکیل شده‌اند، گره‌ها در پایه برگ‌های متناوب حضور دارند. میانگره‌ها حاوی اسفنج سفید فیبری هستند که در آن شیره نیشکر قرار دارد.
برگ‌ها ضخیم، خطی و سبز هستند و به صورت متناوب روی ساقه از محل گره‌ها خارج می‌شوند. هر برگ از پهنک و غلاف تشکیل شده است. برگ‌ها حاوی رگبرگهای ضخیم و لبه‌های دندانه دار و به طول حدود ۳۰ تا ۶۰ سانتی‌متر و عرض ۵ سانتی‌متر رشد می‌کنند.
گل آذین نیشکر به صورت خوشه‌ای مرکب و دارای انشعاب زیاد به طول ۳۰ تا ۱۰۰ سانتی‌متر و از انتهای ساقه به وجود می‌آید. گل دارای ۳ پرچم و مادگی می‌باشد.
سنبلچه‌ها در شاخه‌های جانبی قرار دارند و در حدود ۳ میلی‌متر طول دارند و در موهای بلند و ابریشمی پنهان شده‌اند. همچنین میوهها خشک و هر کدام شامل یک دانه می‌باشد.

## نیشکر در ایران
در ایران شرکت توسعه نیشکر و صنایع جانبی با هشت طرح در نقاط مختلف خوزستان اقدام به کاشت نیشکر و تبدیل به شکر، الکل و دیگر صنایع جانبی می‌کند. قیمت شکر در ایران به میزان تولید داخل و قیمت دلار بستگی دارد. با افزایش قیمت شکر میزان تقاضا و میزان مصرف کم می‌شود.
شرکت‌های هشتگانه کشت و صنعت سلمان فارسی، حکیم فارابی، امام خمینی، امیرکبیر، دعبل خزاعی، میرزا کوچک خان، هفت تپه و دهخدا از شرکت‌های تابعِ توسعه نیشکر و صنایع جانبی هستند که ظرفیت ۷۰۰ هزار تن شکر در سال را دارند. 

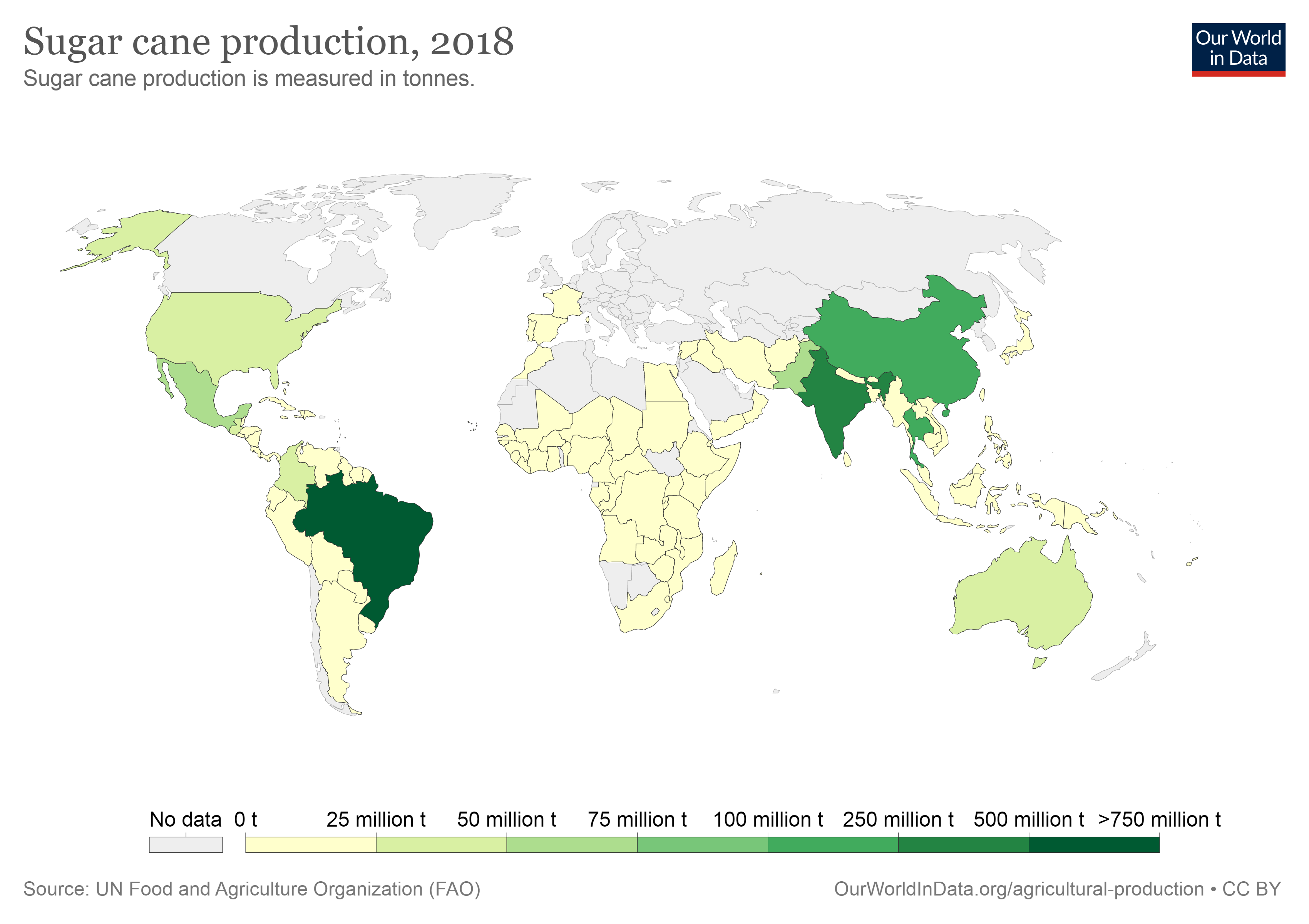
نقشه جهانی تولید نیشکر بر حسب تن در سال ۲۰۱۸.

## تولیدکنندگان
| فهرست بزرگ‌ترین تولیدکنندگان نیشکر | فهرست بزرگ‌ترین تولیدکنندگان نیشکر | فهرست بزرگ‌ترین تولیدکنندگان نیشکر |
| --------------------------------- | --------------------------------- | --------------------------------- |
| کشور                              | کشور                              | میزان تولید به تن سال ۲۰۱۸        |
| ۱                                 | برزیل                             | ۷۴۶٬۰۰۰٬۰۰۰                       |
| ۲                                 | هند                               | ۳۷۶٬۰۰۰٬۰۰۰                       |
| ۳                                 | چین                               | ۱۰۸٬۰۰۰٬۰۰۰                       |
| ۴                                 | تایلند                            | ۱۰۴٬۰۰۰٬۰۰۰                       |
| ۵                                 | پاکستان                           | ۶۷٬۱۷۴٬۰۰۰                        |
| ۶                                 | مکزیک                             | ۵۶٬۸۴۱٬۰۰۰                        |
| ۷                                 | کلمبیا                            | ۳۶٬۲۷۶٬۰۰۰                        |
| ۸                                 | گواتمالا                          | ۳۵٬۵۶۸٬۰۰۰                        |
| ۹                                 | استرالیا                          | ۳۳٬۵۰۶٬۰۰۰                        |
| ۱۰                                | ایالات متحده آمریکا               | ۳۱٬۳۳۶٬۰۰۰                        |
| ۱۱                                | فیلیپین                           | ۲۴٬۷۳۰٬۰۰۰                        |
| ۱۲                                | اندونزی                           | ۲۱٬۷۴۴٬۰۰۰                        |
| ۱۳                                | کوبا                              | ۱۹٬۶۴۸٬۰۰۰                        |
| ۱۴                                | آفریقای جنوبی                     | ۱۹٬۳۰۱٬۰۰۰                        |
| ۱۵                                | آرژانتین                          | ۱۹٬۰۳۹٬۰۰۰                        |
|                                   | تولید جهانی                       | ۱٬۹۰۷٬۰۰۰٬۰۰۰                     |